# Lucas Rijneveld

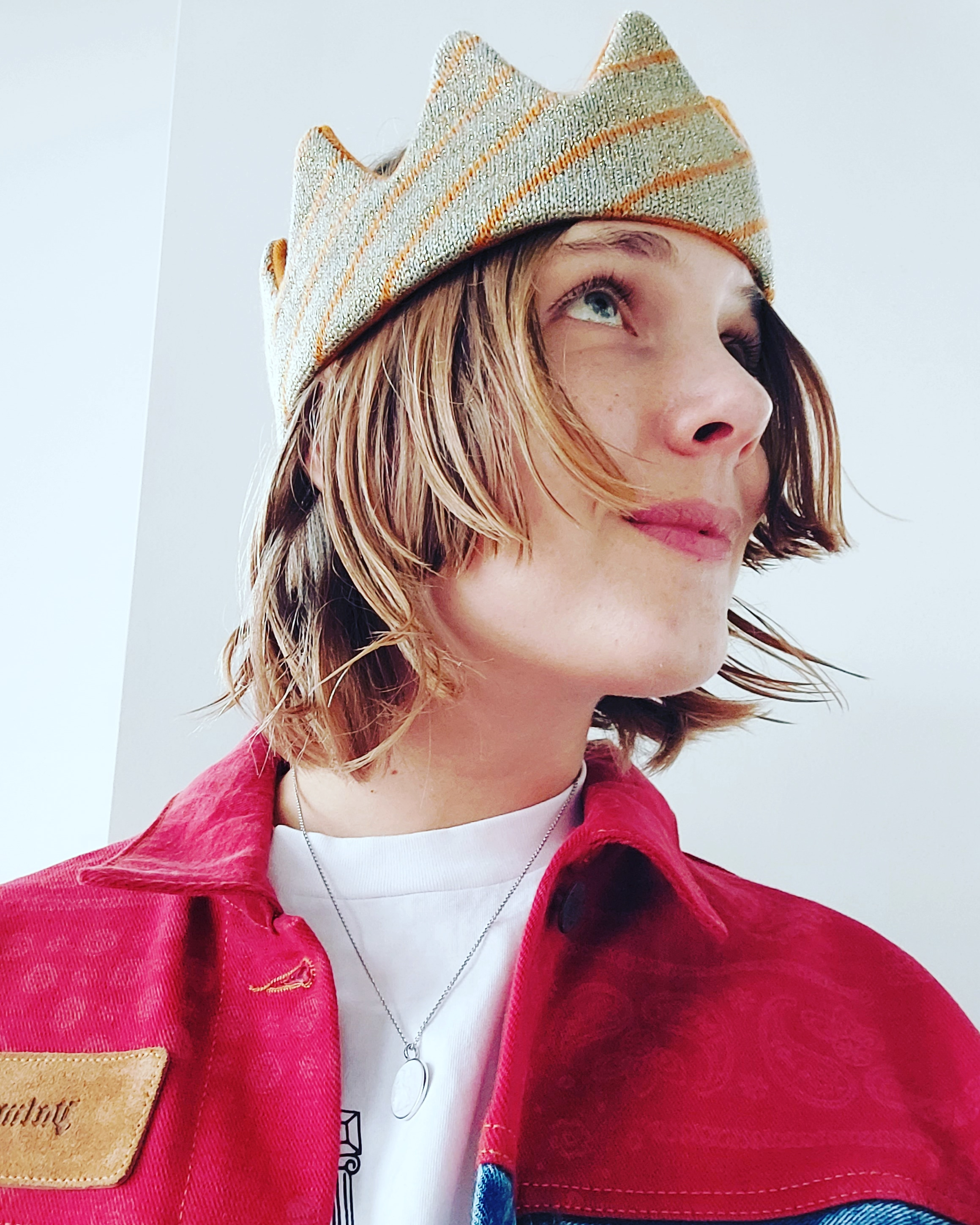
Lucas Rijneveld, 2022

Lucas Rijneveld (* 20. April 1991 als Marieke Rijneveld in Nieuwendijk, Noord-Brabant), auch bekannt als Marieke Lucas Rijneveld, ist ein nichtbinärer niederländischer Schriftsteller und Dichter. Rijnevelds Debütroman De avond is ongemak gewann 2020 den International Booker Prize.

## Leben
Lucas Rijneveld wuchs in einer calvinistischen Familie auf einem Bauernhof in Nieuwendijk auf. Mit dem Ziel, Lehrkraft zu werden, studierte Rijneveld in Utrecht Niederländisch, wechselte dann aber zu Schreibkursen an die Schrijversvakschool in Amsterdam.
Rijneveld identifizierte sich sowohl mit dem männlichen als auch mit dem weiblichen Geschlecht. Um die eigene nichtbinäre Geschlechtsidentität kenntlich zu machen, nahm Rijneveld 2010 Lucas als zweiten Vornamen an und nutzte im Englischen das geschlechtsneutrale Pronomen they. Seit Januar 2022 verwendet Rijneveld die Pronomen he/him.
Rijneveld lebt in Utrecht und arbeitet nebenbei auf einem Bauernhof.

## Wirken
Rijneveld veröffentlichte seit 2011 Gedichte und Prosa u. a. in De Gids und debütierte 2015 mit dem Lyrikband Kalfsvlies.
2018 erschien Rijnevelds autofiktionaler Debütroman De avond is ongemak. In der englischen Übersetzung The Discomfort of Evening wurde Rijneveld zusammen mit der Übersetzerin Michele Hutchison mit dem International Booker Prize 2020 ausgezeichnet. Er war mit 29 Jahren der jüngste und erste niederländische Preisträger. Das Buch, auf Deutsch unter dem Titel Was man sät in der Übersetzung von Helga van Beuningen bei Suhrkamp erschienen, erhielt positive Rezensionen: Peter Urban-Halle verglich das Buch in Deutschlandfunk Kultur mit den Bildern von Pieter Bruegel; Anna Vollmer lobte das Buch in der Frankfurter Allgemeinen Zeitung als keine aufbauende, aber lohnende Lektüre.
2021 wurde Rijneveld durch den Verlag J. M. Meulenhoff mit der Übersetzung von Amanda Gormans Gedicht The Hill We Climb beauftragt. Nach Kritik in sozialen Medien zog sich Rijneveld zurück, erklärte aber diesen Rückzug vom Übersetzungsauftrag mit einem eigens dafür verfassten Gedicht, Alles bewohnbar, das als Überprüfung der eigenen Werte in führenden Zeitungen der Niederlande, Belgien, Großbritannien, Frankreich und Deutschland gleichzeitig erschien.
Im Herbst 2021 erschien im Suhrkamp Verlag die deutsche Übersetzung seines zweiten Romans unter dem Titel Mein kleines Prachttier, übersetzt von Helga van Beuningen. Inhaltlich geht es um die sexuelle Ausnutzung einer Minderjährigen in einem abgelegenen, strenggläubig protestantischen Dorf. Lara Sielmann merkte in Deutschlandfunk Kultur an, der Roman sei „vollgespickt mit popkulturellen Zitaten“.
Im August 2022 erschien die deutsche Übersetzung der Gedichtbände Kalfsvlies und Fantoommerrie zusammen in einem Band unter dem Titel „Kalbskummer. Phantomstute: Gedichte“ in der Übersetzung von Ruth Löbner im Suhrkamp Verlag.

## Auszeichnungen und Stipendien (Auswahl)
- 2015: C.C.S. Crone Stipendium[21]
- 2015: Hollands Maandblad Stipendium[21]
- 2016: Anfängerstipendium der Niederländischen Stiftung für Literatur für De avond is ongemak[22]
- 2016: C.-Buddingh’-Preis für Kalfsvlies
- 2019: ANV Debutantenprijs für De avond is ongemak[9]
- 2020: International Booker Prize für The Discomfort of Evening (De avond is ongemak, übersetzt von Michele Hutchison)[23]
- 2020: Ida-Gerhardt-Poesiepreis für Fantoommerrie[24]
- 2021: Ferdinand-Bordewijk-Preis für Mijn lieve gunsteling[25]

## Werke
- 2015: Kalfsvlies (Lyrik) Atlas Contact, Amsterdam 2015, ISBN 978-90-254-4410-5 (niederländisch).
  - Deutsch: Kalbskummer. Phantomstute: Gedichte. Übersetzt von Ruth Löbner. Suhrkamp, Berlin 2022, ISBN 978-3-518-43090-3.
- 2018: De avond is ongemak (Roman) Atlas Contact, Amsterdam 2018, ISBN 978-90-254-6385-4 (niederländisch).
  - Deutsch: Was man sät. Übersetzt von Helga van Beuningen. Suhrkamp, Berlin 2019, ISBN 978-3-518-42897-9 (Auszeichnung der Übersetzung mit dem Straelener Übersetzerpreis der Kunststiftung NRW für 2021).
  - Englisch: The Discomfort of Evening. Übersetzt von Michele Hutchison. Faber & Faber, London 2020, ISBN 978-0-571-34936-4.
- 2019: Fantoommerrie (Lyrik). Atlas Contact, Amsterdam 2019, ISBN 978-90-254-5345-9 (niederländisch).
  - Deutsch: „Kalbskummer. Phantomstute: Gedichte.“ Übersetzt von Ruth Löbner. Suhrkamp, Berlin 2022, ISBN 978-3-518-43090-3
- 2020: Mijn lieve gunsteling (Roman) Atlas Contact, Amsterdam 2020, ISBN 978-90-254-7014-2 (niederländisch).
  - Deutsch: Mein kleines Prachttier. Übersetzt von Helga van Beuningen. Suhrkamp, Berlin 2021, ISBN 978-3-518-43025-5.
Übersetzung nominiert für den Preis der Leipziger Buchmesse 2022
- 2022: Komijnsplitsers (Lyrik). Atlas Contact, Amsterdam/Antwerpen 2022, ISBN 978-90-254-7120-0 (niederländisch).